# Parafia Świętych Apostołów Szymona i Judy Tadeusza w Szymiszowie
Parafia Świętych Apostołów Szymona i Judy Tadeusza w Szymiszowie – parafia rzymskokatolicka, znajdująca się w diecezji opolskiej, w dekanacie Strzelce Opolskie.